# Tano Road
Tano Road es un lugar designado por el censo ubicado en el condado de Santa Fe en el estado estadounidense de Nuevo México. En el Censo de 2020 tenía una población de 1573 habitantes y una densidad poblacional de 52,61 habitantes por km². Fue incluido como CDP en el censo de 2020.

## Geografía
Tano Road se encuentra ubicado en las coordenadas 35°44′15″N 105°58′41″O / 35.73750, -105.97806. Según la Oficina del Censo de los Estados Unidos,  tiene una superficie total de 29,90 km², todos correspondientes a tierra firme.